# Haemulon
Haemulon is een geslacht van vissen uit de familie van de Haemulidae in de orde van de Baarsachtigen (Perciformes).

## Soorten
- Haemulon album Cuvier, 1830
- Haemulon aurolineatum Cuvier, 1830
- Haemulon bonariense Cuvier, 1830 – Zwarte knorbaars
- Haemulon boschmae Metzelaar, 1919
- Haemulon carbonarium Poey, 1860
- Haemulon chrysargyreum Günther, 1859
- Haemulon flaviguttatum Gill, 1862
- Haemulon flavolineatum Desmarest, 1823 – Roodbekje
- Haemulon macrostomum Günther, 1859
- Haemulon maculicauda Gill, 1862
- Haemulon melanurum Linnaeus, 1758
- Haemulon parra Desmarest, 1823
- Haemulon plumierii Lacepède, 1801 – Knorvis
- Haemulon schrankii Agassiz in Spix & Agassiz, 1831
- Haemulon sciurus Shaw, 1803 – Neertje
- Haemulon scudderii Gill, 1862
- Haemulon serrula Cuvier, 1830
- Haemulon sexfasciatum Gill, 1862
- Haemulon squamipinna Rocha & Rosa, 1999
- Haemulon steindachneri Jordan & Gilbert, 1882
- Haemulon striatum Linnaeus, 1758
- Haemulon vittatum (Poey, 1860)